# Liste des séries télévisées d'AB Productions
Cette liste répertorie toutes les séries télévisées produites par le groupe audiovisuel français AB Productions. Au total, plus de 30 séries et plus de 3 000 épisodes ont été écrits et tournés.
La majorité de ces séries sont des sitcoms créées par le producteur Jean-Luc Azoulay, qui en a lui-même écrit ou co-écrit plus de 2 000 épisodes, généralement sous le pseudonyme de Jean-François Porry. Elles étaient le plus souvent diffusées sur TF1 dans le cadre de l'unité de programmes jeunesse, alors dirigée par l'animatrice Dorothée (il est d'ailleurs écrit dans les génériques de fin de ces séries : « Unité de programmes familiaux Dorothée »), dont les émissions étaient également produites par AB Productions.
Parmi les séries d'AB Productions les plus connues, on peut citer : Salut les Musclés, Premiers Baisers, Hélène et les Garçons, Le Miel et les Abeilles ou encore Les Filles d'à côté. La série Hélène et les Garçons, plus que toutes les autres, a battu des records d'audience.
Plusieurs de ces séries étant des spin-off, il n'est pas rare qu'un même personnage apparaisse dans deux séries différentes, voire plus. 

## Séries avec les animateurs duClub Dorothée
Les séries suivantes étaient diffusées dans le cadre du Club Dorothée et mettaient en scène les animateurs de cette émission.

### Les Aventures de Dorothée: Un AMI
- Année : 1987
- Épisodes : 5 épisodes de 13 minutes
- Genre : Science-fiction
- Chaîne TV : TF1
- Succès : Succès correct[réf. nécessaire]

### Pas de pitié pour les croissants
- Années : 1987-1991
- Épisodes : 139 épisodes de 26 minutes
- Genre : Série humoristique, suite de sketches
- Chaîne TV : TF1
- Succès : Fort succès[réf. nécessaire]

### Marotte et Charlie
- Années : 1990-1991
- Épisodes : 13 épisodes de 26 minutes
- Genre : Sitcom
- Chaîne TV : TF1
- Succès : Fort succès[réf. nécessaire]

### 66 Chump Avenue
Cette série, qui est une coproduction franco-britannique, a pour particularité d'avoir été tournée en anglais. Dorothée, qui tient le rôle principal, a donc dû se doubler elle-même en français pour la diffusion de la série sur TF1. 
- Année : 1991
- Épisodes : 13 épisodes de 26 minutes
- Genre : Sitcom
- Chaîne TV : TF1, Channel 4
- Succès :  Succès correct[réf. nécessaire]

## Séries avec la famille Girard-Garnier
La série Salut les Musclés est à l'origine de plusieurs spin-off, mettant en scène les membres d'une même famille. En effet, Salut les Musclés met en scène le personnage de Framboisier et sa nièce, Justine Girard, qui deviendra par la suite l'héroïne de Premiers Baisers. Parmi les personnages secondaires de Premiers Baisers, Hélène Girard, la grande sœur de Justine (et donc elle aussi nièce de Framboisier), deviendra à son tour l'héroïne de sa propre série, Hélène et les Garçons. 
Il est également expliqué que Justine et Hélène sont les cousines de Lola Garnier, héroïne de la sitcom Le Miel et les Abeilles, et de Virginie Girard, qui apparaît successivement dans Premiers Baisers, Les Années fac et Les Années bleues. Roger Girard, le père de Justine et Hélène, est quant à lui le cousin d'Agnès Girard, l’héroïne des Garçons de la plage. 
Par ailleurs, les sitcoms Salut les Musclés, Premiers Baisers et Hélène et les Garçons feront chacune l'objet d'au moins une suite, reprenant la plupart de leurs personnages principaux.
Voici donc les séries mettant en scène au moins un membre de la famille Girard-Garnier.

### Séries avec Framboisier, Minet, Hilguegue, etc.

#### Salut les Musclés
- Années : 1989-1994
- Épisodes : 263 épisodes de 26 minutes
- Genre : Sitcom
- Chaîne TV : TF1
- Succès : Fort succès[4]

#### La Croisière foll'amour
- Années : 1995-1998
- Épisodes : 159 épisodes de 26 minutes
- Genre : Sitcom
- Chaîne TV : TF1
- Succès : Fort succès[5]

### Séries avec Justine, Virginie, Roger, etc.

#### Premiers Baisers
- Années : 1991-1995
- Épisodes : 318 épisodes de 26 minutes
- Genre : Sitcom
- Chaîne TV : TF1
- Succès : Fort succès[4]

#### Les Années fac
- Années : 1995-1998
- Épisodes : 199 épisodes de 26 minutes
- Genre : Sitcom
- Chaîne TV : TF1
- Succès : Fort succès[5]

#### Les Années bleues
- Année : 1998
- Épisodes : 22 épisodes de 26 minutes
- Genre : Sitcom
- Chaîne TV : TF1
- Succès : Échec[6]

### Séries avec Hélène, Nicolas, Christian (Cri-Cri d'amour), etc.

#### Hélène et les Garçons
- Années : 1992-1994
- Épisodes : 280 épisodes de 26 minutes
- Genre : Sitcom
- Chaîne TV : TF1
- Succès : Fort succès[4]

#### Le Miracle de l'amour
- Années : 1995-1996
- Épisodes : 159 épisodes de 26 minutes
- Genre : Sitcom
- Chaîne TV : TF1
- Succès : Fort succès[5]

#### Les Vacances de l'amour
- Années : 1996-2007
- Épisodes : 160 épisodes de 52 minutes
- Genre : Mélodrame, aventures
- Chaîne TV : TF1
- Succès : Fort succès[6]

Une nouvelle suite avec les mêmes personnages a été lancée en 2010, Les Mystères de l'amour, qui n'est cependant pas produite par AB Productions, mais par JLA Productions.

### Série avec Lola, Giant Coocoo, Eugénie, etc.

#### Le Miel et les Abeilles
- Années : 1992-1994
- Épisodes : 200 épisodes de 26 minutes
- Genre : Sitcom
- Chaîne TV : TF1
- Succès : Fort succès[4]

### Série avec Agnès, Tom, Bob, etc.

#### Les Garçons de la plage
- Années : 1994-1995
- Épisodes : 85 épisodes de 26 minutes
- Genre : Sitcom
- Chaîne TV : TF1
- Succès : Échec[5]

## Séries avec Claire, Gérard, Marc, etc.

### Les Filles d'à côté
À l'instar de Salut les Musclés, Premiers Baisers ou Hélène et les Garçons, cette série fera l'objet d'une suite reprenant une partie de ses personnages (en l'occurrence, Les Nouvelles Filles d'à côté), à cette différence près que ses protagonistes n'ont aucun lien de parenté connu avec les personnages des séries précitées.
- Années : 1993-1995
- Episodes : 170 épisodes de 26 minutes
- Genre : Sitcom
- Chaîne TV : TF1
- Succès : Fort succès[5]

### Les Nouvelles Filles d'à côté
- Années : 1995-1996
- Episodes : 156 épisodes de 26 minutes
- Genre : Sitcom
- Chaîne TV : TF1
- Succès : Fort succès[5]

## Séries avec Rémy, Julie, Marcel, etc.

### L'École des passions
Cette série fera l'objet d'une suite avec les mêmes personnages, Studio des artistes, qui ne sera cependant pas diffusée sur la même chaîne.
- Année : 1996
- Episodes : 35 épisodes de 26 minutes
- Genre : Sitcom
- Chaîne TV : TF1
- Succès : Échec[6]

### Studio des artistes
- Année : 1997
- Episodes : 35 épisodes de 26 minutes
- Genre : Sitcom
- Chaîne TV : France 2
- Succès : Échec[réf. nécessaire]

## Autres séries

### Sitcoms

#### Le Collège des cœurs brisés
- Années : 1992-1993
- Épisodes : 37 épisodes de 26 minutes
- Chaîne TV : TF1
- Succès : Échec[réf. nécessaire]

#### Un homme à domicile
- Année : 1995
- Épisodes : 61 épisodes de 26 minutes
- Chaîne TV : France 2
- Succès : Échec[5]

#### La Philo selon Philippe
- Années : 1995-1996
- Épisodes : 98 épisodes de 26 minutes
- Chaîne TV : TF1
- Succès : Fort succès[réf. nécessaire]

#### Talk show
- Années : 1995-1996
- Épisodes : 27 épisodes de 26 minutes
- Chaîne TV : AB1
- Succès : Cette série a été initialement refusée par TF1 et est restée inédite jusqu'à sa diffusion sur AB1 en 2005.

#### L'Un contre l'autre
- Année : 1996
- Épisodes : 52 épisodes de 26 minutes
- Chaîne TV : TF1
- Succès : Échec[6]

#### Pour être libre
- Année : 1997
- Épisodes : 40 épisodes de 26 minutes
- Chaîne TV : TF1
- Succès : Fort succès[6]

#### Extra Zigda
- Année : 1998
- Épisodes : 15 épisodes de 26 minutes
- Chaîne TV : M6
- Succès : Échec[réf. nécessaire]

#### Sur la vie d'ma mère
- Année : 1999
- Épisodes : 13 épisodes de 26 minutes
- Chaîne TV : France 2
- Succès : Échec[réf. nécessaire]

#### Élisa, un roman photo
Cette série a été diffusée sous deux titres et deux formats différents.
- Années : 1996-1997
- Épisodes : 
  - 26 épisodes de 52 minutes lors de la diffusion sous le titre Élisa, Top Model
  - 52 épisodes de 26 minutes lors de la diffusion sous le titre Élisa, un roman photo
- Chaîne TV : TF1
- Succès : Échec[6]

### Séries policières

#### Island détectives
- Année : 1999
- Épisodes : 17 épisodes de 52 minutes
- Chaîne TV : TF1
- Succès : Échec

#### Le G.R.E.C.
- Année : 2000
- Épisodes : 9 épisodes de 52 minutes
- Chaîne TV : TF1
- Succès : Échec

### Série judiciaire

#### Cas de divorce
- Années : 1991-1992
- Épisodes : 132 épisodes de 26 minutes
- Chaîne TV : La Cinq
- Succès : Succès

### Série d'aventures

#### Les Z'invincibles
- Années : 1991
- Épisodes : 7 épisodes de 26 minutes
- Chaîne TV : TF1
- Succès :

### Séries d'animation

#### Le Manège enchanté
- Années : 1989-1995
- Épisodes : 250 épisodes de 5 minutes
- Chaîne TV : TF1 (2 épisodes), puis La Cinq (120 épisodes), puis Mangas
- Succès :

#### Sophie et Virginie
- Années : 1990-1992
- Épisodes : 52 épisodes de 26 minutes
- Chaîne TV : TF1
- Succès :

#### Les Jumeaux du bout du monde
- Années : 1991-1992
- Épisodes : 52 épisodes de 26 minutes
- Chaîne TV : TF1
- Succès :

#### Conan l'Aventurier
- Années : 1992-1993
- Épisodes : 65 épisodes de 25 minutes
- Chaîne TV : M6
- Succès :

#### Le Maître des bots
- Années : 1994-1995
- Épisodes : 40 épisodes de 23 minutes
- Chaîne TV : TF1
- Succès :

#### Chris Colorado
- Années : 1999
- Épisodes : 26 épisodes de 23 minutes
- Chaîne TV : Canal+
- Succès :